# Лиопо, Георгий Ильич
Георгий Ильич Лиопо (26 января 1923, с. Кошелево, Кличевский район, Могилёвская область — 26 апреля 2011) — белорусский инженер-строитель. Заслуженный строитель БССР (1974).

## Биография
Участник Великой Отечественной войны. В 1948 году окончил Белорусский политехнический институт. С 1964 по 1989 год работал конструктором, главным конструктором Минскпроекта, главным инженером лаборатории Института науки и техники АН БССР, главным инженером Минскпроект, директором Белгоспроекта.
Член Союза архитекторов СССР с 1964 года. Член КПСС с 1955 года. Жил в Минске.

## Деятельность
Участвовал в разработке генплана Минска, в проектировании зданий Бреста, Бобруйска, Витебска, Гродно, Жодина, Могилёва, Пинска, Светлогорска, Солигорска, один из авторов проектов комплекса зданий Белорусский политехнический институт (1954 г.), Дирекция Белорусской железной дороги (1950 г.), 167-квартирный жилой дом по ул. Козлова, жилые дома на Ленинском проспекте (1957 г.) в г. Минске, серия БМ и типовые проекты жилых домов для БССР (1957 г.).

## Награды
Награждён орденами Трудового Красного Знамени (1966), Отечественной войны II степени, медалями «За боевые заслуги», «За победу над Германией в Великой Отечественной войне», двумя почётными грамотами Президиума Верховного Совета БССР. Премия Совета Министров СССР (1987) за создание и внедрение единой системы местных и ресурсных расчётов с применением ЭВМ.